# بيان سند الاستثمار
بيان سند (بوليصة) الاستثمار هو بشكل عام وثيقة بين المستثمر ومدير الاستثمار المساعد، تُسجّل فيها الاتفاقيات التي يأتي بها الطرفان والتي تتعلق بكيفية إدارة أموال المستثمر. في حالات أخرى، يمكن إنشاء بيان سند الاستثمار من خلال هيئة استثمار (مثل: هؤلاء المكلفين بصنع قرارات استثمار خاصة بالهبات المالية وبخطط المعاشات التقاعدية) للمساعدة في وضع وتسجيل الوثائق الخاصة بها للمساعدة في صنع القرارات المستقبلية أو المساعدة في المحافظة على استمرارية الوثائق من قِبل أعضاء الهيئة المستقبليين أو لإيضاح التطلعات للمدراء الماليين المقبلين الذين قد تعينهم الهيئة.
يساعد وجود بيان سند الاستثمار على اطلاع كافة الأطراف المعنية على الإجراءات ومبدأ الاستثمار والإرشادات والقيود التي يتعين على الأطراف الالتزام. يمكن اعتبارها كتعليمات توجيهية من العميل (الزبون) إلى إدارة الاستثمار (مدير الاستثمار) حول كيفية إدارة المال، لكن في الوقت نفسه يجب أن ينصّ بيان سند الاستثمار على الإرشادات الخاصة بكل قرارات الاستثمار والمسؤوليات المحددة لكل طرف. باعتبارها وثيقة تأمين وليس تعليمات تنفيذية، يجب أن يؤمن بيان سند الاستثمار التوجيهات حول الطريقة التي ستُتخذ بها قرارات الاستثمار، فلا يجب أن تكون لائحة بالسندات المالية المحددة المراد استخدامها.
عندما يكون التعامل مع المستثمر كفرد لوحده، وكقاعدة عامة، يتعيّن على مدير الاستثمار (أو المستشار المالي) مسؤولية وضع الوثيقة، إذ أن المدير أدرى بهدف هذه الوثيقة ومحتواها بشكل عام. في العادة، يوقع المدير والعميل على الوثيقة على حد سواء، مما يدل على الإقرار والموافقة على الأجزاء المتعددة للوثيقة. يؤدي هذا الأمر إلى حماية كِلا الطرفين في حال أيّ خلاف مستقبلي، طالما التزم الطرفان تِباعًا بمضمون بيان سند الاستثمار. يكون البيان المكتوب على النحو الملائم مهمًّا في تخفيف المسؤولية القانونية لمن يحمل الصفة الائتمانية (مثل: أمناء المشاريع الأكفّاء وأمناء العقود الائتمانية القطعية والهبات المالية والصناديق والجمعيات الخيرية).
في الوقت الحاضر، يعد استخدام بيان سند الاستثمار الطريقة الأفضل بالنسبة لمدراء الاستثمار من ناحية التعامل مع كل عميل استثمار، ويُتوقَّع من العملاء توكيل مدير استثمار محترف.
يساعد وجود بيان سند استثمار في خلق بيئة شفافة في العلاقة بين العميل والمستشار. يوفر بيان سند الاستثمار للعملاء فهم أفضل حول ما يتوقعونه من قِبل المستشارين. تساعد هذه الشفافية في بناء مستوى أعلى من الثقة والاحترام وتساعد في ضمان معرفة مدير الاستثمار لتوقعات العميل.

## البيئة التنظيمية
هناك مستويان من الرقابة القانونية والتنظيمية: المقتضيات القانونية للعملاء المؤتمنين أو الأوصياء على البيان، والأنظمة السارية على ممارسة عمل المستشار. من المهم فهم شروط كل منهما.

### قانون ضمان معاشات الموظفين المتقاعدين: وثيقة شفافة وإجراءات مُحكمة
يُشترط وجود سند الاستثمار في إطار كل حالات المستثمر باستثناء المستثمرين الأفراد. وفقًا لقانون ضمان معاشات الموظفين المتقاعدين الأمريكي لعام 1974، المعروف اختصارا بـ ERISA (إيرسا)، فلكل خطة تقاعدية موضوعة من قِبل شركة مؤهلة هناك مسؤوليات ائتمانية محددة لإدارة أصول المشروع باهتمام ومهارة وحكمة وكفاءة خبير مأمون وعن طريق تنويع استثمار أصول المشروع بغية تقليل خطر الخسائر الكبيرة. يوثّق بيان سند الاستثمار تلك المسؤوليات الائتمانية ويضمن التزام المؤتمنين بهذه المسؤوليات.
عند تدقيق مشروع قانون ضمان معاشات المتقاعدين (إيرسا)، تطلب وزارة العمل الأمريكية باستمرار مراجعة بيان سند الاستثمار المتعلق بهذا المشروع. تبرير هذا الطلب هو في البيان التفسيري رقم 29 CFP 2509.94-2 الخاص بوزارة العمل الذي يشير إلى الأقسام 404(a)(1)(A) و404(a)(1)(B) من قانون ضمان معاشات المتقاعدين (إيرسا)، ينصّ تحديدًا، «صُمّمت خطة استحقاقات الموظف المتعلقة ببيان سند الاستثمار بطريقة تساعد على توسيع مقاصد هذه الخطة، وبنفس الوقت تبقى سياسة تمويلها منسجمة مع واجبات المؤتمنين المنصوصة في القسم 404 (a)(1)(A)و  (B) من قانون ضمان معاشات المتقاعدين. في هذا المستند، تعني عبارة «بيان سند الاستثمار» بأنها بيان مكتوب يوفر مؤتمنين مسؤولين عن خطط الاستثمار مع توجيهات أو تعليمات عامة متعلقة بشتى أنواع أو أصناف قرارات إدارة الاستثمار».
بموجب قانون ضمان معاشات المتقاعدين (إيرسا)، يملك كل أمناء المشاريع المؤهلين مسؤوليات خاصة لإدارة أصول المشروع «بحكمة» لمصلحة المشاركين في المشروع. وضع قانون ضمان معاشات المتقاعدين ووزارة العمل الإجراءات المُحكمة التالية لأمناء المشاريع:
- يجب وضع سند استثمار.[2]
- يجب تنويع أصول المشروع.[3]
- يجب أن توضع قرارات الاستثمار بمهارة وعناية خبير مأمون.[4]
- يجب تجنب التعاملات المحظورة.[5]

يجب أن يساعد بيان سند الاستثمار المنصوص بشكل ملائم في ضمان تنفيذ هذه الإجراءات. يستعرض بيان سند الاستثمار هكذا أهداف وقيود ومتطلبات تمويلية وبنية استثمارية عامة لإدارة أصول المشروع، ويؤمن قاعدة لتقييم نتائج مشروع الاستثمار. يمكن لبيان سند الاستثمار أن يقلل من«التذمر» في حال كان تنفيذ الاستثمار مخيب للآمال، وذلك بتحديد المعايير والإجراءات اللازمة لاختيار الاستثمارات ومدراء الاستثمار.
يمكن لبيان سند الاستثمار أيضًا مساعدة الأمناء في إيصال توجيهات أو إجراءات الاستثمار إلى هؤلاء الذين يساعدون في عملية الاستثمار، مثل المستشارين الماليين أو المدراء الماليين. ختامًا، والأكثر أهمية من ذلك، يؤمن بيان سند الاستثمار دليلًا الاتخاذ قرارات استثمارية مستقبلية. امتلاك واستخدام بيان السند يُلزم الأمناء على أن يكونوا أكثر انضباطًا وتنظيمًا، وهو بحد ذاته سيُحسّن فرص تحقيق أهداف الاستثمار.

### قانون المستثمر المأمون الموحد (يوبيا) وتشريعات حديثة أخرى: تركيز على مجمل المحفظة الاستثمارية
قانون المستثمر المأمون الموحد (بالإنجليزية: (Uniform Prudent Investor Act (UPIA) الأمريكي هو تشريع اتخذته الدولة والذي ينظم استثمار صناديق الائتمان العائلية الخاصة. صدر لأول مرة عام 1994، وهو بمثابة سمة مميزة للتشريعات اللاحقة (مثل كيفية حل المحاكم الآن للمقتضيات التابعة لقانون ضمان معاشات المتقاعدين (إيرسا)). يقتضي قانون المستثمر المأمون الموحد وجود سند استثمار مكتوب لكل صندوق ائتمان حيث يدير الأوصياء من خلاله الأصول لمصلحة الآخرين. يقتضي قانون المستثمر المأمون الموحد– يوبيا من الناحية الرسمية التركيز على مجمل الحافظة الاستثمارية، عوضًا عن الالتزام بالتوجيهات التنظيمية السابقة التي تقول إنه يجب تقييم الاستثمارات الفردية بشكل مستقل، فيما إذا كانت مناسبة لإدخالها ضمن المحفظة الاستثمارية أم لا. المحفظة الاستثمارية الكلية هي الآن الاهتمام الرئيسي للمؤتمن عند الموازنة بين المخاطر والعائدات. لا يوجد قيود بعد الآن على أنواع الاستثمارات التي يمكن أن تكون موجودة في المحفظة الاستثمارية؛ يمكن للمؤتمن أن يستثمر في أي شيء يساعد في تحقيق غايات المجازفة/العائد التابعة للصندوق الائتماني والذي يحقق المتطلبات الأخرى من الاستثمار المأمون (المُحكم).
ينصّ قانون المستثمر المأمون الموحد على أن التنويع جزء من معنى الاستثمار المأمون (المُحكم). يوضح أيضًا، أنه إذا كانت عمليات الاستثمار في موضع التنفيذ ومتتابعة، لن يكون الأوصياء مسؤولين عن النتائج. بموجب قانون المستثمر المأمون، توكيل مهام التنظيم والاستثمار مسموح ومُشجَّع. يُسهّل هكذا توكيل من تشكيل واستمرارية بيان سند استثمار.

### تشريعات إضافية
يتشابه القانونان التاليان بشكل كبير مع قانون المستثمر المأمون الموحد، إذ يتطلب كلاهما بيان سند استثمار مكتوب.
- قانون إدارة أنظمة تقاعد الموظف الحكومي الموحدالصادر عام 1997. يتناول مسؤوليات الوصي لخطط استحقاقات الموظفين التي ترعاها الحكومة.
- قانون الإدارة الحكيمة الموحد للصناديق المؤسساتية الصادر عام 2006. يتناول مسؤوليات مؤتمني الأموال غير الربحية (بالدرجة الأولى المؤسسات الخيرية والهبات المالية).